# Vision (ソフトウェア)
Vision（ビジョン）は、AppleMacintosh環境向けに販売されていた、音楽制作用シーケンサー・ソフトである。

## 概要
1985年から2000年頃まで、当時、俗に4大シーケンサー（Performer、Vision、Logic、Cubase）と言われた内の一つで、世界中のプロミュージシャンにも多くのVisionユーザーがいた（日本では、2000年代になる頃まではPerfomerのシェアが大きく、同等僅差でVision。 LogicとCubaseのシェアは決して大きくはなかった）。
当初は、MIDIのレコーディングと編集機能のみのMIDIシーケンスソフトとしてリリースされたが、ハードディスクの大容量化など、周辺機器が進化した時代背景に沿い、いち早くオーディオレコーディングの機能を装備したStudio Visionシリーズを上位版としてリリースした。
Visionのラインナップは最終的に、Studio Vision Proと、Vision DSP（当初のVisionに相当し、Studio Vision Pro程ではないがのオーディオのレコーディングと編集の機能を有する）の2種類があり、それぞれに、 PowerPC（PPC）専用版と、FAT（68k / PPCのバイナリ）版がある。
また一時期、Windows版も開発され存在した（バージョンは2.5。日本では富士通により販売され、その開発も富士通がOpcodeに依頼したものと言われている）。このWindows版の開発は、開発側に於ける後々へ影響する混乱を招いたとされ、長い目では、1995年から始まったギブソン社による株式買収と共に、Opcode社終焉の引き金になったとする開発側の見解もある（）
ラインナップのトップグレードであったStudio VisionはDigidesign社と共同開発された製品で、MIDIレコーディングとハードディスクによるオーディオレコーディングを実用に耐え得る品質で統合した黎明期の製品であり、MIDIシーケンスソフトにおけるオーディオ編集との統合を実現し、ハードディスクレコーディングの可能性を切り拓いた、現在のDAWソフトの先駆けとなった製品である。愛用者にトーマス・ドルビーらがいた。
Digidesign製品との親和性の高さから、Studio VisionとProToolsを組み合わせて使用する者も多くいた（大まかな使い分けは、Studio Visionで緻密なMIDI編集と基本的なオーディオレコーディングを行い、ProToolsで緻密なオーディオ編集を行うスタイルが多かった）。

## 開発の終了
開発元のOpcode社がギブソン社に買収され、その後、ギブソン社のいくつかの問題によってVisionの開発は1999年に停止状態となり、販売並びに開発も終了となった（主な原因は、ソフトウェア製品の扱いに不慣れなギブソン社の経営手腕的な問題と言われている）。
併せて、サポート終了によって、その状況への対応処置として、日本では当時の代理店により、VisionからCubaseへの安価なプライスでの乗り換えキャンペーンなども行われ、2002年よりVisionシリーズおよび関連ソフトのOMS等はフリーウェアとして配布された。
開発・販売中止後に、Visionの主にMIDI編集における使い勝手の良さに取って代わるシーケンサーソフトウェアがなかなか無いために、Mac OS 9環境でVisionを使い続けるユーザーも多数存在した。現在もVision復活を待望するユーザーは少なからず存在する。

## 特徴
MIDIデータ作成編集の操作性に優れており、MIDIレコーディング/エディッティングにおいてのみならば現在でも充分通用する高い完成度と柔軟性を持っている。現在のシーケンスソフト（デジタルオーディオワークステーション[DAW]）の標準的なエディット・ウィンドウの1つである、グラフィカルなピアノロール画面もVisionがいち早く採用し、その操作性の優れた完成度は現在でも比類するものがないほどである（Visionという名称には“音楽をグラフィカルなヴィジュアル的に捉える”という意味合いも込められていた）。
併せて、ブロック状のグラフィカル表示で全体を見渡すトラックオーバービューの操作性と視認性も大変優れており、同等な操作性を持つシーケンスソフトは現在でも他にない（この点はCubaseが同様な概念と、さらに発展的な操作体系を有している。しかし操作ニュアンスは異なり、それぞれに一長一短がある）。
また、データを数値表示し編集するリストウィンドウの操作性も大変優れており、総じてMIDIデータ作成における操作性の高い完成度は、開発終了後の現在でも特筆に値する。
シーケンス毎に99トラックを備えており、1つのシーケンスを1曲の楽曲として完結させることだけでなく、複数のシーケンスで1曲を構成したり、シーケンスの中に複数のシーケンスを縦横無尽に組み込むことなどが可能である。各シーケンスは、パソコンのアルファベットキーに割り当てられ（shiftキーなどの併用でA 〜Zの26を超えるシーケンスも作成可能）任意の順番/タイミングで再生可能。
このように、シーケンスさえも曲を構成するパーツとして扱うこともできる機能（サブシーケンス）によって、リニアな時間軸にとらわれない楽曲構成が可能となり、展開のアイディアをじっくり練る際や、偶発的に意外な展開の着想が得られるなど、作曲においても有益な点がある。また、その特性を活かして、即興的にシーケンスをプレイすることも可能である。
現行のソフトウェアで、Visionのような非時間軸で曲を構成するという概念を明確に有しているソフトウェアにはAbleton Liveなどがある。

## 関連ソフトウェア
Studio Vision
Visionの上位版ソフトウェア。VisionのMIDI編集機能に当時としては高度なオーディオ編集機能が統合されたソフトウェア。
EZ Vision
Visionの下位版ソフトウェア。Visionの機能限定版の位置付けだが、ウィンドウデザイン等も異なっている。Visionの入門普及版として低価格で販売されていた。また他社のハードウェアとバンドル販売されている事も多かった。
Galaxy
MIDI パッチエディター、ライブラリアンソフトウェア。ハードシンセサイザーをパソコンの画面を使用してエディットをしたり、音色データをMIDIエクスクルーシブデータによってパソコンに保存し、効率的に管理することなどができた。
OMS (Open Music System)
Mac OS 9 環境でのデファクトスタンダードとして使われていたMIDIドライバ・ソフトウェア。MIDIインターフェイスとシーケンスソフトのMIDIデータの橋渡しとして機能する。煩雑という印象を持たれることがあったが、その設定は簡明であり表示も明解、現行のOSX環境におけるAudio MIDI設定よりも省スペースにおける視認性にも優れる。リリース当初OMSはOpcode MIDI Systemの略であったが、デファクトスタンダード化に伴いOpen Music Systemに改称。